# Crocs

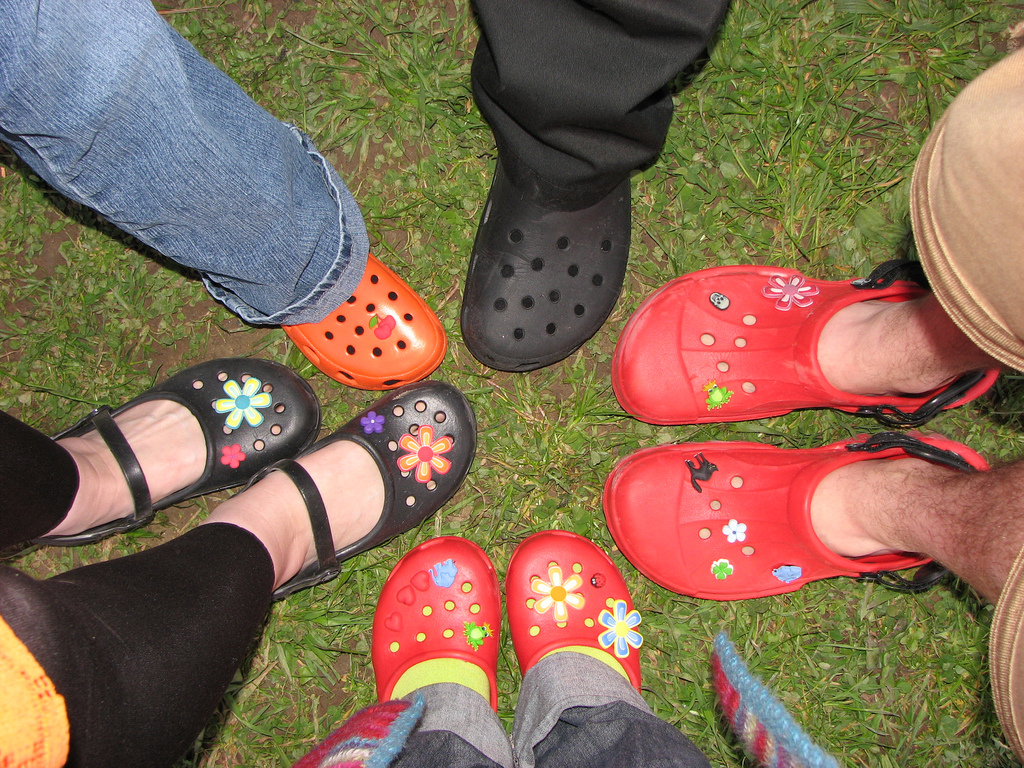
Crocs med och utan jibbitz.

Crocs är ett amerikanskt företag, grundat 2002 i Boulder, Colorado, som tillverkar skor i materialet Croslite (ett "skumgummi" gjort av etylenvinylacetat).

## Skorna
Crocs-modellen Cayman importerades till Sverige av företaget Forspro som drivs av Peter Forsberg, och därför används namnet Foppatofflor i Sverige. Forsberg ådrog sig för ett antal år sedan en fotskada och fick slutligen avsluta sin karriär på grund av detta. Av den anledningen använde han under en period ett par av dessa tofflor av gummi. Crocs själva står numera för distribution och försäljning av samtliga Crocs-modeller i Sverige. 
Till skorna finns tillbehör som kallas Jibbitz och är små smycken av plast eller gummimaterial som är gjorda för att fästas i de speciella hålen som man finner på vissa Crocs-modeller. Olika varianter av dessa smycken kallas även Shoe charmers, Shoe doodles etc. Jibbitz finns i en mängd olika former, som till exempel Disneyfigurer, blommor, djur, döskallar, flaggor med mera.